# Ruisend gruis
Ruisend gruis is de laatste roman van de Nederlandse schrijver Willem Frederik Hermans, postuum verschenen in september 1995. Vigeland Fahrenkrog is professor in de mineralogie en boort in zijn nieuwe villa in de omgeving van de stad Groningen een gat in de muur, waar onophoudelijk een vreemd poeder uit komt stromen dat hem verhindert zijn huis te verlaten. Zijn dochter Lievestro heeft een handplant die zich aanvankelijk alleen in haar handpalm, maar uiteindelijk over haar hele lichaam vastzet, met fatale gevolgen. In de contemporaine recensies werd het boek algemeen ingedeeld bij het surrealisme of het fantastische verhaal. Ook het oordeel dat de roman niet tot de hoogtepunten uit het oeuvre van de auteur behoort, was algemeen. Hermans' biograaf Willem Otterspeer ziet het als een sleutelroman waarin personages herkenbaar gebaseerd zijn op werkelijk bestaande mensen.
De auteur begon in oktober 1993 aan de roman. Thema's zijn de onmogelijkheid om contact met andere mensen te maken, de natuurwetenschappen en het onvermogen om ergens zeker van te zijn.

## Ontstaansgeschiedenis en autobiografische achtergrond
Onderaan de tekst staat vermeld dat de auteur op 25 oktober 1993 aan de roman begonnen is. In een brief van 6 november 1993 deelde de auteur Wilbert Smulders mee dat de titel Ruisend gruis was. Op 12 december schreef Hermans aan Sonja Pos dat het verhaal 'het oprijzen van een vulkaan in de omgeving van Groningen beschrijft'.
Hermans wist nog niet welke omvang zijn nieuwe werk zou gaan hebben. op 24 december 1993 schreef hij aan Pos over 'mijn nieuwe roman, of grote verhaal' en in een brief van 15 augustus 1994 omschreef hij het als 'een grote novelle'. Op 18 januari 1994 las hij voor het eerst fragmenten voor, tijdens een literair evenement in Brussel. Uit aantekeningen van de auteur blijkt dat hij geregeld niet wist hoe het verhaal verder moest.
Als inspiratiebron noemde Hermans een verhaal van Edgar Allan Poe, 'The Unparalleled Adventure of One Hans Pfaall' uit 1835. Dit verhaal speelt in Rotterdam en handelt over een ballon die van oude kranten is gemaakt.
Volgens biograaf Otterspeer 'heeft de figuur van Fahrenkrog onmiskenbaar autobiografische trekken.' Net als de auteur zelf lijdt Fahrenkrog aan hoestbuien. Diens voornaamste tegenspeler, de Italiaanse geoloog Silvio Birra, is een portret van de in 1920 geboren Prof. L.M.J.U. (Bert) van Straaten, een collega van Hermans uit zijn tijd aan de Rijksuniversiteit Groningen. Publicist Rob Delvigne noemt drie overeenkomsten die uitwijzen dat Van Straaten model stond voor Birra: ook Van Straaten was een enorm magere man met ingevallen wangen; Van Straaten had de gewoonte om gaten in de zakken en voeringen van zijn kleding te repareren met leukoplast; de gewoonte om studenten met een busje naar een excursie te vervoeren. De assistent van Van Straaten, H.J. (Hemmo) Veenstra, had een in slechte toestand verkerend gebit waarom hij berucht was. Hetzelfde geldt voor de assistent van Birra, dr. Ulbo Rombouts.
Veenstra, die in 2012 op 84-jarige leeftijd overleed, was gespecialiseerd in sedimentanalyse en in de Waddenzee, stond bekend om zijn gevoel voor humor en was er trots op dat hij als Rombouts in de roman was beschreven. Van Straaten daarentegen was juist bang een onaangenaam portret van zichzelf tegen te komen en wilde Hermans zelfs een verklaring laten ondertekenen dat hij geen 'onjuiste mededelingen' over het geologisch instituut zou publiceren.

## Inhoud
Professor in de mineralogie Fahrenkrog koopt een nieuw huis. Hij had ooit een idee om van een soort cellofaan gebouwen te maken. In gezelschap van collega's heeft hij het gevoel dat ze hem minder knap vinden dan de rest. Hij boort nu in zijn nieuwe, lege vrijstaand huis een gaatje om zijn antieke kwikbarometer aan op te hangen. Ineens schiet de boor in de muur en er stroomt wit poeder uit, minder fijn dan poedersuiker maar fijner dan gewone suiker. De straal wordt niet minder krachtig maar verandert wel van kleur en substantie. Hij gaat naar de bovenverdiepingen om tegen de muur te tikken en te horen of die hol zijn en de poeder daarachter al gezakt is. Omdat de ruisende substantie inmiddels gestegen is en hij bang is erin te verdrinken als in drijfzand, gaat hij naar het balkon in de hoop iemand langs te zien komen die een ladder kan halen.
De eerste persoon die hij ziet is een magere, invalide jongen met een verwrongen lichaam. Die vertelt dat het hele dorp al jaren weet van het poeder in de holle muren en het daarom het sandwichhuis noemen. De jongen is niet zeker of hij begrepen wordt, want hij kan wel verstaan wat mensen tegen hem zeggen maar kan sinds zijn ongeluk zijn eigen praten niet horen. "Ik moet dus maar, zonder er de minste kijk op te hebben, aannemen dat... dat ik hardop zeg wat ik bedenk." Fahrenkrog stelt hem gerust dat zijn betoog prima te volgen is. Net als Fahrenkrog de jongen vraagt om de brandweer te bellen (zijn nieuwe huis heeft nog geen telefoon), ziet hij een brandweerauto aankomen. Die is echter te breed voor de smalle dorpsweg en kan de bocht niet nemen. Er komt een brandweerman zonder ladder zijn kant op lopen maar die loopt door. Hij passeert een jogger, een zwarte Amerikaan die hij herkent omdat die op het universitaire laboratorium werkt. Maar ook deze gaat voorbij.
De dochter van Fahrenkrog, Lievestro van elf, zit in een klas waar handplanten een hype zijn. Deze groeien in je hand en zetten hun wortels in je handpalm. Zelf heeft ze er nu twee maanden eentje. Als hij bloeit, geven de mauve bloemen de plant het uiterlijk van een golfbal. Ook geven ze een geur af die volwassenen minder gunstig beoordelen. Helemaal verwijderen kun je een handplant niet, behalve door hem over te geven aan een andere hand. Dan laten de wortels vanzelf los.
Lievestro's vriendinnen Wendolien en Petra hadden eerst een handplant. Fahrenkrog is er niet voor dat zij er ook een neemt, omdat de gevolgen voor de gezondheid niet bekend zijn en ze zijn geteeld met radioactieve straling. Sommigen zeggen dat het virussen zijn, tot monsterlijke afmetingen vergroot.
Fahrenkrog heeft haar verteld dat haar moeder Clementine in Tokio aan een hartaanval is overleden. In werkelijkheid is Clementine, een begaafd geoloog, bij een hete vulkanische bron gevallen, bewusteloos geraakt en enkele uren later overleden. Haar longen waren verschroeid. Op dat moment stond hijzelf vijftig meter verderop, zodat de plotselinge gaswolk aan hem voorbijging. Haar zuster verwijt Fahrenkrog dat hij zijn vrouw, een hartpatiënte, te veel inspanning heeft laten doen met het beklimmen van vulkanen. Deze conditie bestaat al sinds ze twintig was, maar een jaar later beklommen ze samen nog de vijfduizend meter hoge Tutupacavulkaan in Peru. Toen was Clementine al zwanger, al wist ze dat nog niet. Fahrenkrog kan er geen hoogte van krijgen of Lievestro haar moeder mist. Zo op het oog lijkt het van niet.
Professor Birra is zijn naaste collega, maar omdat hij helemaal in zijn vak opgaat hebben ze geen onderlinge band. Hij geeft soms college in een Volkswagenbusje op locatie. Hij noemt het zijn collegebusje. Op de middag dat Fahrenheit in de muur buurt, geeft Birra vijf studenten college in het busje. Birra zou al drie jaar dood zijn geweest toen Fahrenkrog zijn huis kocht. Na veel gehannes werd hij de opvolger van Birra en keek dus uit naar een groter huis in het forenzendorp. Het Bevolkingsregister heeft de datum van het overlijden niet, maar het crematorium weet wel wanneer hij 'als rook van de door hem zo diepgaand bestudeerde aardkorst afscheid nam.'
Birra stamt af van achttiende-eeuwse Siciliaanse struikrover die zich in Groningen als schoorsteenveger had gevestigd. Op middelbare leeftijd trouwde hij een weduwe. Zijn hoofdassistent dr. Ulbo Rombouts van een oud geslacht van koffiebranders. Twintig jaar jonger dan Birra, maar woont thuis. Omdat hij niet naar de tandarts gaat zijn zijn tanden weggerot. Op excursies eten de studenten eenvoudig en zoeken Birra en Rombouts de beste restaurants op. Nadat Rombouts een keer vanwege zijn uiterlijk geweigerd werd, besluit Fahrenkrog voortaan alleen te eten. Terwijl Fahrenkrog het gat boort, geeft Birra college over de poedervulkanen, waarvan het ontstaan onbekend is.
Het staat niet vast of Birra dood was toen het gat geboord werd, wel was zijn busje toen in de buurt van het sandwichhuis. Zijn hoofd had de vorm van een boek. Birra draagt altijd dezelfde kleding: een tomatensoepkleurig jasje van tweed, een grijze flanellen broek, altijd dezelfde grijze hoed, nu met 'zwarte vlammen van vuil en vette vingers', 'ze leken op te laaien uit de rand', en peperdure bruine Engelse schoenen. Hij mag daar graag over praten, wat hoogleraren 'in de minder exacte vakken, zoals de ontologie, de fenomenologie of het historisch materialisme', zich niet permitteren. Als er een knoop van zijn jasje ontbreekt, vervangt hij die door een gevonden exemplaar. 'Een geboren geoloog, die op plaatsen waar geen ertsen of fossielen waren te vinden, knopen en spelden opraapte, om zijn roeping niet te kort te doen.'
Birra doceert dat aan het einde van het Röt een afzetting van vulkanische as is ontstaan, die niet door de druk van latere formaties is veranderd in tuf, maar poeder is gebleven. Deze fijnkorrelige massa zou bij reactivering van de vulkaan naar boven kunnen worden geperst. Dit werd twintig jaar geleden al voorzien door professor Tochthol, die de gemeente Noordlaren erover inlichtte. Op het breukvlak is toen een betonplaat gestort en de villa gebouwd, die sandwichhuis heet vanwege de dubbele muren. Maar Slok, de amanuensis, vult aan dat er in de vijftien jaar dat de villa bestaat nog geen mens gewoond heeft. Fahrenkrog is de eerste.
De brandweer zaagt de knotwilg om om verder te kunnen, maar wordt dan belaagd door alternatieve jongeren die voor het milieu opkomen. Studente Adriaantje Stavast is een demonstrant die de brandweer zoveel mogelijk hindert. In deze tijd werd het filmpje nog vaak uitgezonden van een Chinees die in Beijing een tank tegenhoudt. Wat de brandweer komt doen, laat iedereen koud.
Niet ver daar vandaan komt een trein tot stilstand in een weiland. De machinist stapt uit om te kijken wat er aan de hand is en wordt stank en een gele nevel gewaar die uit de bodem komt. De trein zit vol weeskinderen uit Oost-Europa en die klimmen op het dak en lopen over de rails. Een helikopter van de politie vliegt over en neemt waar hoe de aanstormende HSL zich in de wagons bijt. Dit ongeluk werd volledig in de doofpot gestopt, zodat er niets over bekend is.
Fahrenkrog hoort een luid gekraak en ziet hoe het peil van het poeder zakt. Hij concludeert dat het nu de kelder in loopt. Het peil daalt echter niet genoeg om veilig door het poeder te kunnen waden en het begint weer te stijgen.
Lievestro komt net aan lopen als het gruis door de ramen naar buiten stroomt. Fahrenkrog ziet haar en roept dat ze de brandweer moet vragen met een ladder te komen, maar 'de rest van zijn woorden werd aan gruis geslagen door een verschrikkelijke hoestbui.' Het gruis stroomt over de tuin en de dunste partikels vormen een dichte damp als van een giftig gas. Lievestro slaat van schrik de handen in elkaar, met als gevolg dat de handplant wortels in de andere hand slaat, zodat haar handen vast komen te zitten.
Fahrenkrog probeert nogmaals te roepen, maar 'het gruis brandde in zijn keel en verstikte zijn stem.'
Terwijl oudtestamenticus Gesinus Donderkijl denkt aan de theorie dat Galilei in de kerk de slingerbeweging ontdekte en Calvijn geslinger juist uitsloot, merkt hij dat uit de rugleuningen in het universiteitsgebouw takken en bladeren groeien.
Het sandwichhuis stort in en de puinhopen liggen erbij 'als een in tweeën geslagen kokosnoot.' Fahrenkrog leeft nog, maar staat tot zijn middel in het poeder. Hij roept om hulp. 'Hoesten onderbrak zijn woorden en niemand verstond hem.' Het hele dorp hoort nu gebrom, gesis en knallen. De brandweer hakt twee eeuwenoude wilgen om. De brandweer arriveert tegelijk met de eerste ramptoeristen, onder wie een journalist die de vliegramp in de Bijlmermeer nog verslagen heeft.
Zoals in hoofdstuk zes al ter sprake kwam, weet niemand of Birra nog leefde toen het huis van Fahrenkrog instortte. Onaannemelijk is dat hij in zijn collegebus gestorven zou zijn. De verteller aanvaard de werkelijkheid die hijzelf beschrijft. Daarin is Birra in zijn collegebus Fahrenkrog aan het belasteren. Die zou zijn vrouw de dood in hebben gejaagd. Rombouts spreekt dit tegen, maar Birra bezweert dat Fahrenkrog als student in supermarkten met een speld gaatjes in pakken koffie prikte. Hij zou daar ook kwik in sinaasappels hebben gespoten met een injectienaald. Als Rombouts zegt dat Birra over zijn toeren is, geeft die opdracht om te keren en terug te gaan naar Groningen, waar een nevel hangt. Enkele studenten stappen uit de bus en worden door Birra wegens lafheid gehoond.
De eerste vrouw van Fahrenkrog heette volgens Birra Bertha. Die wilde niet mee op zijn expedities, zodat ze na een half jaar huwelijk weer scheidden, want zonder zijn vrouw kon hij zijn hoofd niet bij zijn werk houden. Zijn tweede vrouw ging wel mee naar Oeganda en Australië, maar bleef in het hotel terwijl hij erop uittrok. Na een jaar was deze relatie voorbij.
Birra weet dat Fahrenkrog in elk huis een gaatje boort, maar niet waarom. Student Schortinghuis suggereert dat Fahrenkrog op zoek was naar nog een sandwichhuis. Teruggekomen stappen ze uit de bus en ruiken jodium of chloor. Birra pakt een geologische hamer. In het asfalt waarop zij staan vormen zich barsten. Birra schuift op handen en voeten over het kruimelig geworden macadam en lijkt ook door zijn vicuňajasje op een lama. Dan zakken zijn handen door het asfalt en zijn lichaam er achteraan. Rombouts grijpt hem bij een voet en deinst achteruit, het losse been van Birra in de hand. Rombouts moet kotsen en zijn braaksel bereikt meteen kookhitte, wat een zure stank geeft. 'Jubelend vloog een leeuwerik dwars over het treurtoneel omhoog.'
Rombouts wordt de bus weer ingetrokken en houdt het verkoolde been voor zich 'als een langgerekte tas vol golfclubs.' Dit overblijfsel krijgt een begrafenis, waarbij de Groninger Harmonie de Treurmars van Chopin speelt. Enkele jaren later wordt dit graf gemarkeerd met een bronzen obelisk met twee gekruiste hamers. Zijn veel jongere weduwe denkt elke dag aan hem en gaat kleiner wonen in Groningen. De wetenschappelijke bezittingen van Birra gaan naar Rombouts, al heeft zijn moeder er bijna geen plaats voor. Hieronder bevinden zich ook spelden en veiligheidsspelden.
Een helikopter hangt boven de resten van het sandwichhuis en laat een haak zakken waaraan Lievestro hangt, die zich met een hand vasthoudt en met de andere haar vader. Omdat de wortels van de handplanten beginnen te scheuren, bloedt zij uit beide handen. De handplant groeit ook vaast aan Fahrenkrog en zij worden in het ziekenhuis losgesneden. Fahrenkrog overlijdt.
Een week later zegt professor doctor Cnudde Cnoestigh voor de televisie dat de universiteit door 'ongebreidelde groei' tot bloei is geraakt. In de universiteit groeien bomen het raam uit. Interviewer Krelis Kwakernaat vraagt of de professoren bij hun vergadering hun toga's niet aan moeten, maar Cnoestigh legt uit dat colleges in gewone kledij worden gegeven en dat ze bij speciale gelegenheden baretten dragen zoals Erasmus droeg en die taartendozen met kwastjes alleen in het "stijlloze Amerika" voorkomen. Kwakernaat informeert naar de toestand van Lievestro en de 'tv-ankerman' geeft zelf het antwoord: zij ligt in het Academisch Ziekenhuis, bedekt met planten.
Lievestro ligt in het ziekenhuis onder een doorzichtige plastic tent. Tante Bézelie en tante Blommenije komen op bezoek met pruimen, die ze niet kan eten omdat ze geheel overdekt is met handplanten.
Het universiteitsgebouw staat vol bomen, waarvan de takken uit de ramen steken. Daar zitten ook exotische soorten tussen, zodat een hoogleraar in de botanie met dendrologie als specialisatie de soorten moet determineren. De resultaten worden geheim gehouden, omdat anders terroristen die tegen hoger onderwijs zijn de zaden uitstrooien in universiteiten over de wereld. 'De groei laaide uit de kapotte ramen als de vlammen van een brand'. Het torentje van het hoofdgebouw ziet eruit als een kolossale bloemenvaas. De politie heeft de omgeving afgezet om te voorkomen dat eventuele vruchten van de boom op mensen vallen en jachtopzieners lopen met geweren rond om te voorkomen dat zich vogels in het groen nestelen en de besmetting zullen verspreiden. Het ziet eruit als een 'ruige fox-terriër'. De academici maken zich geen zorgen en zeggen dat hun universiteit 'groeit en bloeit als nooit tevoren'.
De flat van Fahrenkrog wordt ontruimd in opdracht van een oom, onderdirecteur van een rijwielfabriek. Hij neemt de firma Spierenburg en Zonen in de arm, die ervaring heeft met drie eerdere verhuizingen van Fahrenkrog. Deze firma bestaat uit een familie van krachtpatsers: de vader was kampioen Grieks-Romeins worstelen geweest, de oudste zoon doet aan gewichtheffen en de tweede zoon, Rudolf, doet aan kickboksen. De andere zonen, Aart en Dirk, hebben zich meer op de behendigheid toegelegd. Aart is de tafeltenniskampioen van de provincie en Dirk is judoka.
Vader Spierenburg herinnert zich nog dat Fahrenkrog altijd zijn barometer zorgvuldig rechtop vervoerde en die als een cello tussen zijn benen hield. Spierenburg zelf vervoert de barometer horizontaal en krijgt een half jaar later nierklachten: hij heeft kwikvergiftiging opgelopen omdat de barometer in de auto gelekt heeft.
Lievestro raakt bedekt onder handplanten. Sommige kwakzalvers verklaren dit doordat de plant uit elkaar werd gesneden bij de redding van Fahrenkrog en nu wraak neemt. Zij lijkt nu op 'een kegelvormig gesnoeide heester' en krijgt voeding met slangen. Medici onderzoeken haar, uit angst voor besmetting gestoken in pakken zoals mensen in kerncentrales dragen.
Op een dag vormen de bloemen van de bloeiende planten het woord 'HELP'. Omdat de medici niet weten wat ze kunnen doen, besluiten ze maar te doen alsof ze niet kunnen lezen. Na weken begint de laatste letter te verwelken en blijft het woord HEL over. De andere letters blijven goed. 'Niets wees erop dat hierin ooit verandering zou komen.'

### Personages
Vigeland Fahrenkrog, professor in de mineralogie, sinds anderhalf jaar weduwnaar
Lievestro, zijn elfjarige dochter
Silvio Birra, professor algemene geologie en de grondslagen van vulkanisme
Francine, de echtgenote van Birra
Ulbo Rombouts, hoofdassistent van Birra, telg van beroemd geslacht van koffiebranders
Slok, amanuensis annex chauffeur

### Bijpersonages
- Invalide jongen
- Amerikaanse gasthoogleraar, zwarte man die aan joggen doet
- Adriaantje Stavast, studente sociale geografie
- Jalingh Dijkstra, vriend van Adriaantje
- Gesinus Donderkijk, oudtestamenticus
- Professor Cnudde Cnoestigh, oudtestamenticus
- Krelis Kwakernaat, televisie-interviewer
- Tante Bézelie, familie van Lievestro
- Tante Blommenije, familie van Lievestro
- Firma Spierenburg, familie van verhuizers, zowel de vader als drie van de vier zonen zijn krachtpatsers
- Bolhuis, Van Starkenborgh, Reginald Bontecoe, Schortinghuis, Dubbeldam, studenten van Birra

## Schrijfstijl
Veel namen hebben een duidelijke allegorische functie. Een eerdere eigenaar van het sandwichhuis heeft de volgens Otterspeer 'predestinerende naam Tochthol'.

## Motieven

### Natuurwetenschap
In de roman komen natuurwetenschappers als Galilei voor, wiens ontdekking dat een slingerbeweging in essentie een valbeweging is door de verteller aan geluk en toeval wordt toegeschreven. De natuurwetenschap is niet in staat verheldering te bieden over de situatie waarin de mens zich bevindt. Volgens publicist Karel van Steenwijk fungeert de theologie als een pars pro toto van de alfawetenschap.

### Ontmaskering
In het verhaal prikt Fahrenkrog als student pakken koffie door. Volgens biograaf Otterspeer is dit een metafoor voor het doorprikken van allerlei maatschappelijke en religieuze mythen, voorgesteld als vacuüm gezogen koffieverpakkingen in de vorm van de Arc de Triomphe, de Sint-Pietersbasiliek, het Paleis op de Dam en het Berlaymontgebouw.

## Thematiek
Volgens Otterspeer is het een typisch Hermans-verhaal, 'waarin alle pogingen tot het leggen van contact falen, elke onderneming tot het aanbrengen van orde in de chaos ontaardt, en uiteindelijk alle hoofdpersonen hun dood vinden'.

## Publicatiegeschiedenis
In december 1994 verscheen in vijftig exemplaren een voorpublicatie bij uitgeverij Thomas Rap, in een cassette die gevuld was met fijn zand dat tot de tweede trede van de trap op de illustratie komt. De uitgave bevat tien foliovellen met enkele hoofdstukken van de roman. Daarnaast bevatte de uitgave vier illustraties gemaakt door Sylvia Kristel, waarvan twee voorzien van glittertjes. Zowel Hermans als Kristel signeerde deze uitgave. Vijftien Romeins genummerde exemplaren werden vervaardigd voor de auteurs en de uitgever. Volgens publicist Dirk Baartse verschilde de openingszin sterk van de versie die Hermans op 6 oktober in een bijeenkomst te Roosendaal had voorgelezen en was er in de uiteindelijke uitgave van september 1995 nog weer een heel voorafgaand hoofdstuk aan toegevoegd.

## Receptie
De receptie van Hermans' laatste werk toont vrij grote overeenstemming op de belangrijkste punten: het werk is te gering van omvang en opzet om een roman te mogen heten, en de auteur sluit zijn oeuvre af met een verhaal dat slechts een voetnoot is bij het eerdere werk.
T. van Deel schreef in Trouw dat Ruisend gruis meer de eigenschappen en omvang van een novelle vertoont dan een roman. De combinatie van groteske, satire en fantastisch verhaal vindt hij onevenwichtig en geeft het geheel een hybride karakter. Op een strakke manier verteld had het verhaal op een prachtige samenvatting van Hermans' wereldbeeld kunnen zijn geworden.
Ook volgens Robert Anker in Het Parool is geen sprake van een roman. Hij noemt het een groteske, omdat het met spot bezien van de mensheid in het algemeen belangrijker is dan de meer specifieke spot die bij de term satire past. De humor vond hij flauw, zoals hij ook verwante titels als Onder professoren niet zo waardeerde. Sommige episoden hangen er los bij en lijken alleen verzonnen om Hermans de gelegenheid te bieden zijn niet zo originele of scherpe kritiek op de tijdgeest te uiten. Hermans geeft hier een glimp van zijn wereldbeeld, maar wat is nu een glimp?
Jacob Moerman schreef in het Algemeen Dagblad dat de spotlust van Hermans zich toespitst op het personage van professor Birra. Wat hem betreft ontsieren de verwijzingen naar de actualiteit en de wraakgevoelens van de auteur het verhaal, dat bij wat meer discipline een gepaster afscheid had kunnen opleveren.
Arnold Heumakers sprak in NRC Handelsblad van 'een passend literair testament', al vond ook hij Ruisend gruis 'geen hoogtepunt in het oeuvre'. Ook Heumakers signaleerde de losse einden die op een niet erg hechte compositie wijzen. Volgens Heumakers heeft het failliet van oude vijanden als de godsdienst en het communisme noodzakelijk geleid tot een versmalling van Hermans' thematiek tot het vormgeven van persoonlijke ergernis en is deze laatste roman hiervan een logische voortzetting. Iedereen die maar enigszins deugt, delft het onderspit, terwijl de kwaadaardigen en onverschilligen aan het langste eind trekken. De literatuur is de enige manier om wraak te nemen en dit recht te zetten.